# Attention (Ulrikke-Brandstorp-Lied)
Attention (dt.: Aufmerksamkeit) ist ein englischsprachiger Popsong, der norwegischen Sängerin Ulrikke Brandstorp. Sie komponierte ihn zusammen mit Christian Ingebrigtsen und Kjetil Mørland und hätte mit diesem Titel Norwegen beim Eurovision Song Contest 2020 in Rotterdam vertreten sollen.

## Hintergrund
Ulrikke gewann mit dem Titel am 15. Februar 2020 die norwegische Vorentscheidung Melodi Grand Prix 2020 mit knapp 6.000 Telefonanrufen Vorsprung. Sie nahm bereits an der Vorentscheidung 2017 teil, wo sie den vierten Platz erreichte.

## Musik und Text
Laut Kjetil Mørland entstand Attention durch Zufall und wurde nicht extra für den Melodi Grand Prix komponiert. Der Sängerin sei bei der Produktion wichtig gewesen, dass der Sound möglichst ehrlich und natürlich klänge, weswegen man bei der Aufnahme auf vom Computer erzeugte Sounds verzichtet habe. Sie habe das Lied auf der Basis persönlicher Erfahrungen geschrieben. Inhaltlich drehe es sich um die Frage, warum Menschen sich verändern, um der Person, in die sie verliebt sind, zu gefallen.

## Beim Eurovision Song Contest
Norwegen hätte im ersten Halbfinale des Eurovision Song Contest 2020 mit diesem Lied auftreten sollen. Aufgrund der fortschreitenden COVID-19-Pandemie wurde der Wettbewerb jedoch abgesagt.

## Kommerzieller Erfolg
| ChartsChartplatzierungen | Höchstplatzierung | Wochen |
| ------------------------ | ----------------- | ------ |
| Norwegen (IFPI)          | 3 (7 Wo.)         | 7      |